# Wrzosowa
Wrzosowa – wieś w Polsce położona w województwie śląskim, w powiecie częstochowskim, w gminie Poczesna.

## Historia
Wrzosowa pojawia się w kronikach Jana Długosza, a jako wieś szlachecka w 1470 roku. Właścicielem osady był Jan Trepka. Na początku XVI wieku wieś leżała przy granicy powiatu lelowskiego w województwie krakowskim. W 1581 roku Wrzosowa była w posiadaniu dwóch rodzin szlacheckich. Działała we wsi huta szkła (obecnie Huta Stara). W XVIII część wsi należała do Antoniego Otfinowskiego, a właścicielem folwarku był Dominik Błeszyński. W 1789 roku znajdowały się tu 44 domy, dwór, browar i karczma. Na początku XIX wieku dziedzicem dóbr Wrzosowa był Antoni Błeszyński.
W wyniku II rozbioru Polski wieś znalazła się w granicach Prus, w prowincji Prusy Południowe. Leżała w powiecie częstochowskim, w departamencie łęczyckim, następnie piotrkowskim, a od 1798 roku w departamencie kaliskim. W latach 1807–1815 znajdowała się w Księstwie Warszawskim, w powiecie częstochowskim, w departamencie kaliskim. Po Kongresie Wiedeńskim leżała w Królestwie Polskim, w powiecie częstochowskim, w obwodzie wieluńskim, w województwie kaliskim, a od 1837 roku w guberni kaliskiej Imperium Rosyjskiego.
Od 1867 roku miejscowość wchodziła w skład gminy Huta Stara w powiecie częstochowskim w guberni piotrkowskiej.
W 1899 roku we Wrzosowej na terenie wsi Cementownia (obecnie w granicach Wrzosowej) założona została fabryka cementu Portland. Pozostało po niej osiedle fabryczne złożone z czterech bloków. Na wzgórzu Kamionka, wydobywano potrzebny do produkcji cementu wapień. Pozostało również założenie dworsko-parkowe z zachowanymi elementami budynków mieszkalnych dawnego właściciela fabryki oraz budynek zarządu administracyjnego cementowni.
Na początku XX wieku zasłużył się dla miejscowości inżynier Józef Rutkowski, dyrektor fabryki cementu w latach 1904-1936. Działał na rzecz odzyskania niepodległości przez Polskę. Jako działacz PPS (od 1899) angażował się w przerzut broni i amunicji dla organizacji bojowych PPS z Niemiec do Królestwa Polskiego. Na terenie fabryki we Wrzosowej w latach 1905-1906 funkcjonował jeden z centralnych składów amunicji. Z magazynu broń ta była kierowana głównie do Łodzi i Warszawy. W 1907 roku Józef Rutkowski założył Stowarzyszenie Spożywców „Wiara”. W 1918 roku z jego inicjatywy założono Ochotniczą Straż Pożarną. Józef Rutkowski został jej pierwszym prezesem. Budynek remizy strażackiej wybudowano w 1929 roku.
Po odzyskaniu niepodległości przez Polskę wieś leżała w gminie Huta Stara, od 1931 w gminie Wrzosowa w powiecie częstochowskim w województwie kieleckim.
Po wybuchu II wojny światowej większa część wsi została włączona do III Rzeszy, jedynie niewielka część okolic Wrzosowej pozostała w obrębie Generalnego Gubernatorstwa. Wieś znajdowała się w okręgu urzędowym (niem. Amtsbezirk) Kamienica Polska (zmieniono nazwę na Hochsteinau) w powiecie Blachownia w rejencji opolskiej w prowincji Śląsk (od stycznia 1941 roku w nowej prowincji Górny Śląsk). W miejscowości znajduje się pomnik upamiętniający 23 mieszkańców Wrzosowej, poległych i pomordowanych w latach 1939-1945.
Po wojnie wieś należała do gminy Wrzosowa w powiecie częstochowskim w województwie kieleckim (od 1950 w katowickim). W latach 1975–1998 miejscowość administracyjnie należała do województwa częstochowskiego.

## Opis
Przez miejscowość przebiega droga krajowa nr 1.
Na terenie wsi działają instytucje publiczne: gminny ośrodek zdrowia oraz biblioteka.
Od 1998 roku działa zespół folklorystyczny "Wrzosowianie".

## Oświata

### Historia
W 1914 roku istniała prywatna szkoła założona przez Józefa Rutkowskiego. W 1918 roku powstała 4-oddziałowa, 1-klasowa Szkoła Powszechna I stopnia. Uczyło się w niej 60 dzieci. W latach 1920–1929 funkcjonowała 3-klasowa Publiczna Szkoła Powszechna z pięcioma oddziałami. Nauczanie odbywało się w budynkach fabryki cementu i w domach prywatnych we wsi. W 1932 roku otwarto nowy budynek siedmioklasowej szkoły. W latach 1941–1944 Niemcy zajęli budynek szkoły, lokując w nim młodzież niemiecką, a potem tworząc koszary wojskowe. W budynkach fabryki cementu oraz domach nauczycieli odbywało się tajne nauczanie. W 1945 roku budynek szkoły na krótko zajęli żołnierze radzieccy. W tym roku szkoła wznowiła działalność. W 1970 roku dobudowano salę gimnastyczną. W wyniku reformy w 1999 roku powstał Zespół Szkół Gminnych złożony ze Szkoły Podstawowej i Gimnazjum. W latach 2000–2001 budynek szkoły przeszedł remont. W latach 1999–2019 funkcjonowało Gimnazjum, od 2003 r. pod patronatem Jana Kochanowskiego.

### Instytucje oświatowe
W miejscowości znajdują się następujące placówki edukacyjne:
- Szkoła Podstawowa im. Mikołaja Kopernika we Wrzosowej
- Przedszkole Publiczne we Wrzosowej

## Parafia rzymskokatolicka
We Wrzosowej znajduje się kościół pw. Najświętszego Ciała i Krwi Chrystusa wybudowany w latach 1974-1978, konsekrowany w 2002 roku. Jest to drugi z kolei kościół parafialny. Pierwszy, drewniany wybudowano w 1944 roku. W latach 1470–1480 Wrzosowa podlegała pod parafię św. Zygmunta, która od 1747 do 1866 roku była zarządzana przez paulinów z klasztoru Jasnogórskiego.
6 listopada 1937 roku została utworzona ekspozytura we Wrzosowej, a 30 grudnia 1958 roku powołano parafię Najświętszego Ciała i Krwi Chrystusa. Wydzielono ją z terenów parafii św. Józefa i parafii św. Antoniego w Częstochowie.

Galeria
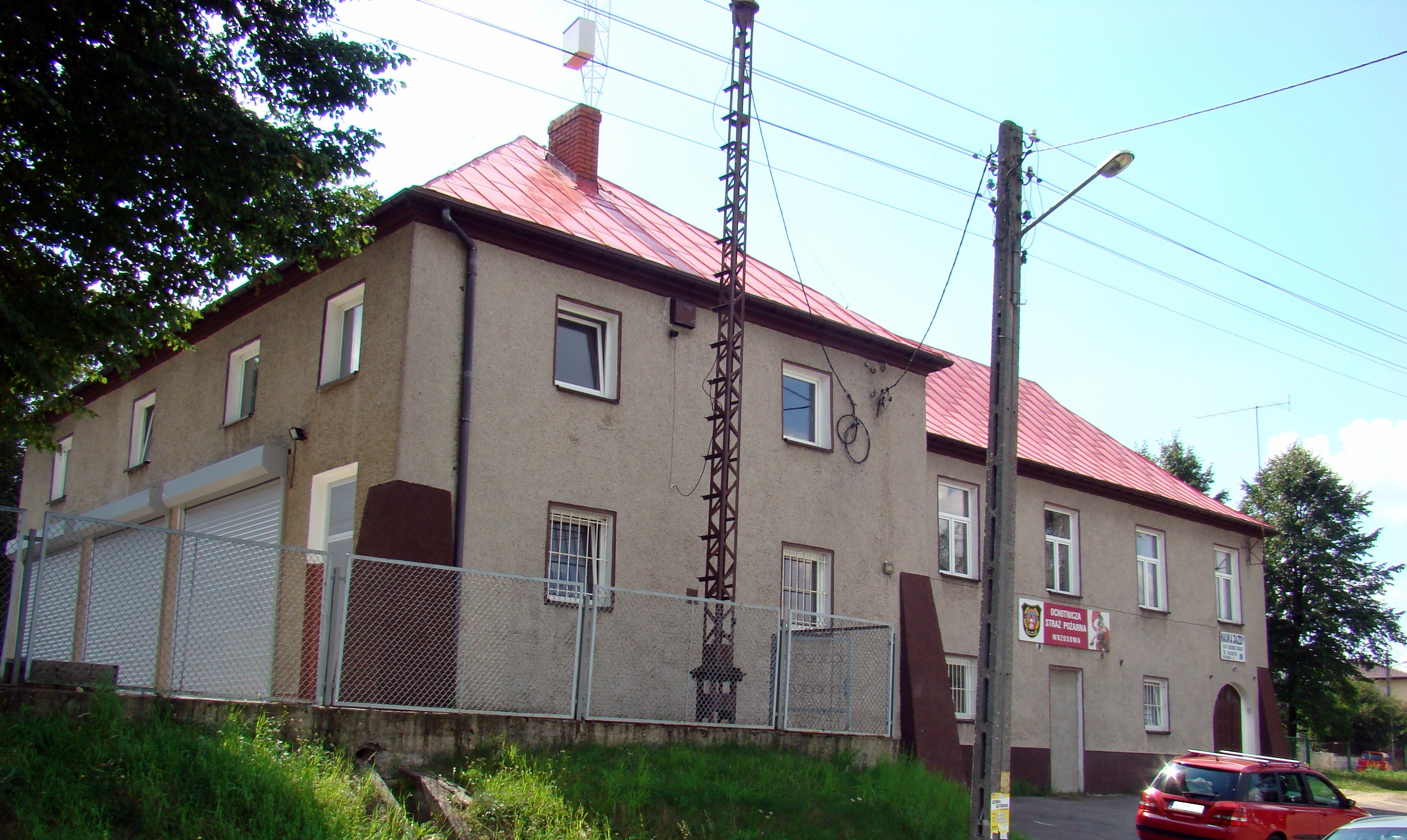
Remiza OSP we Wrzosowej
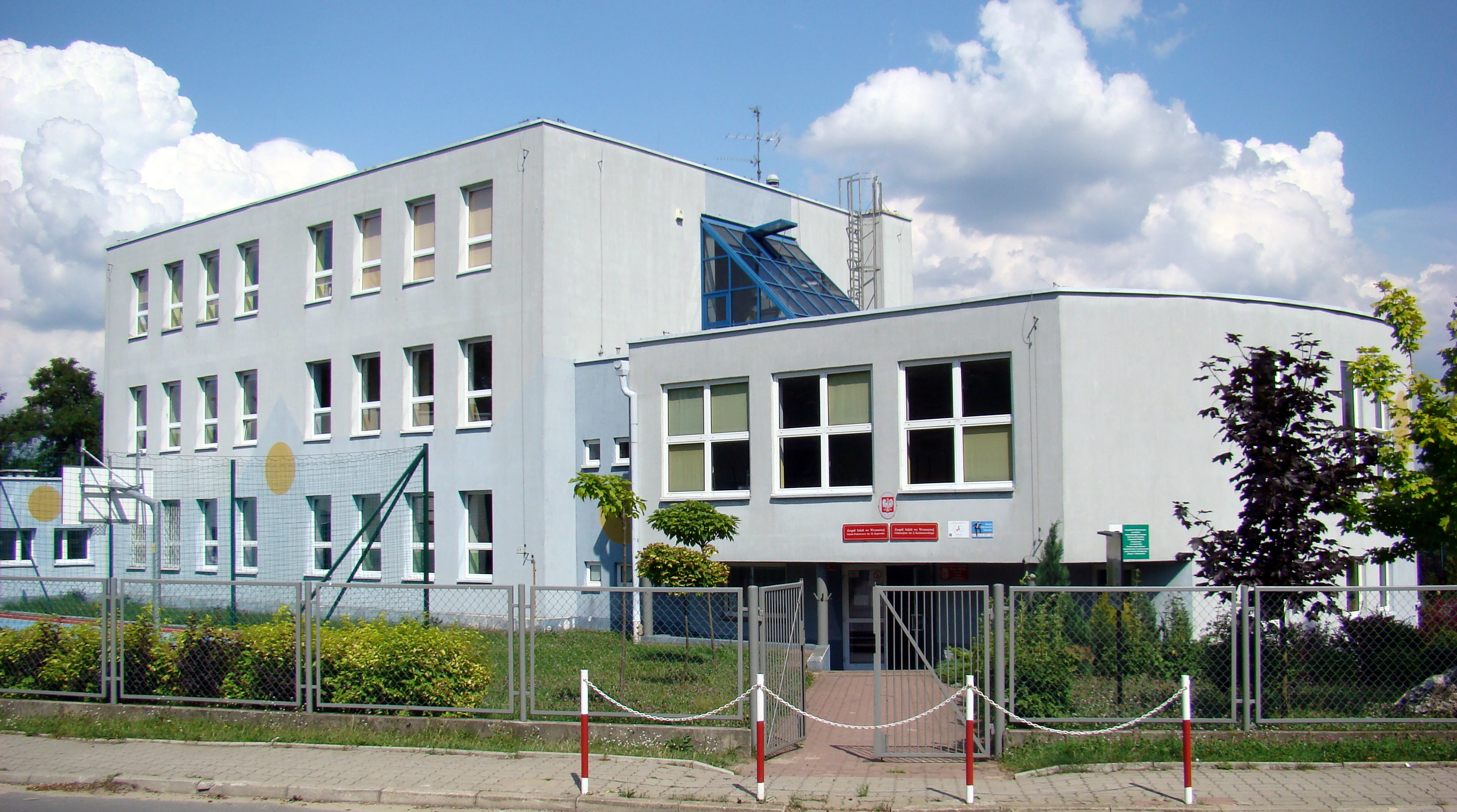
Zespół Szkół we Wrzosowej
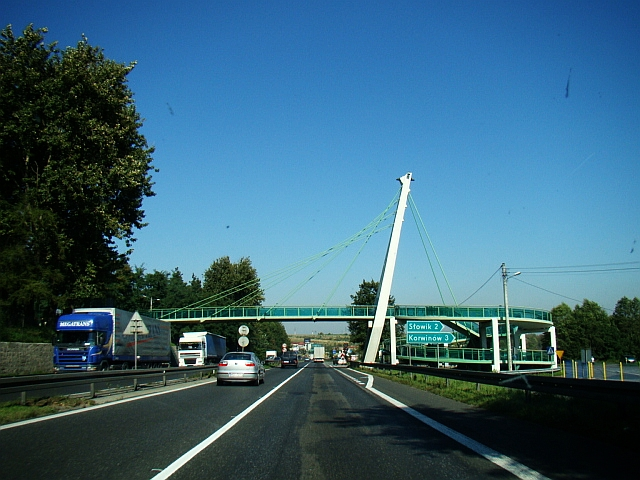
Kładka nad DK 1, tzw. brama do Częstochowy
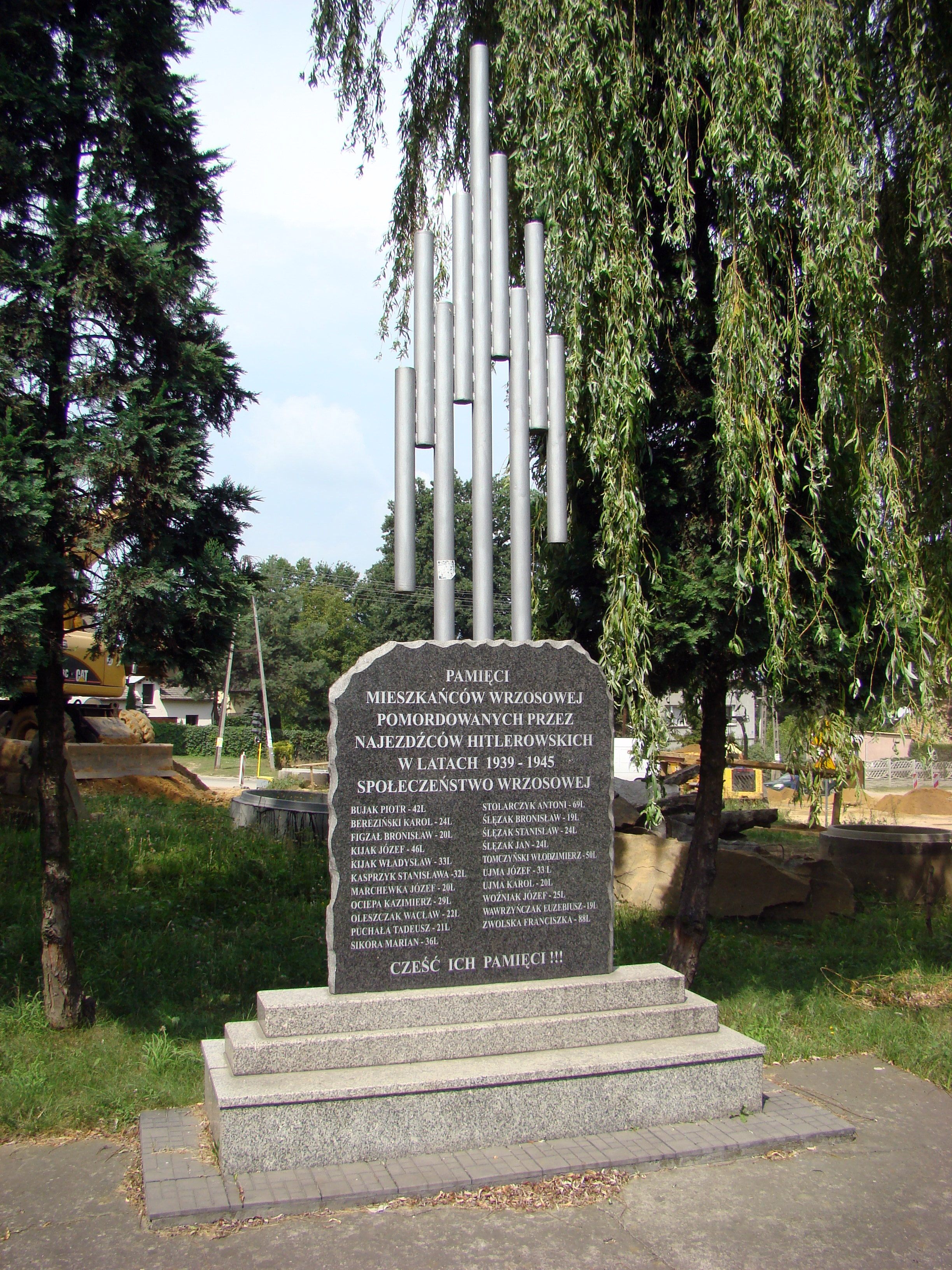
Pomnik upamiętniający mieszkańców wsi poległych podczas II wojny światowej